# Lissonota lathami
Lissonota lathami là một loài tò vò trong họ Ichneumonidae.